# 阿兰冈
阿兰冈（法語：Halinghen，法語發音：[alɛ̃ɡɑ̃]）是法国上法蘭西大區加来海峡省的一个市镇，属于滨海布洛涅区。

## 地理
阿兰冈（50°36'9"N, 1°41'31"E）面积5.53 平方千米，位于法国上法蘭西大區加来海峡省，该省份为法国北部沿海省份，西北濒北海，南至索姆省，东临北部省。
与阿兰冈接壤的市镇（或旧市镇、城区）包括：韦尔兰克坦、内勒、讷沙泰勒-阿尔德洛、丹格里、维代姆、弗朗克。

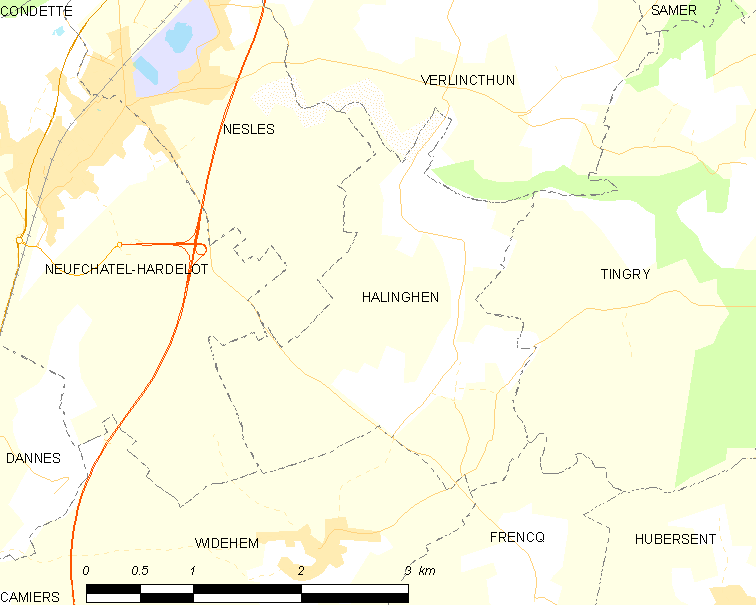
阿兰冈的OSM定位图

阿兰冈的时区为UTC+01:00、UTC+02:00（夏令时）。

## 行政
阿兰冈的邮政编码为62830，INSEE市镇编码为62402。

## 政治
阿兰冈所属的省级选区为代夫勒县。

## 人口

1962-2008年间阿兰冈人口变化图示

阿兰冈于2022年1月1日时的人口数量为309人。